# 62-я церемония «Грэмми»
62-я ежегодная церемония вручения наград «Грэмми» состоялась 26 января 2020 года в Стэйплс-центре, Лос-Анджелес (США). В церемонии номинирования и награждения имели право участвовать лучшие записи, композиции и исполнители последнего условного года, исчислявшегося с 1 октября 2018 года по 30 сентября 2019 года. Номинанты в 84 категориях были объявлены 20 ноября 2019 года. Наибольшее число номинаций получили: Лиззо (8), Билли Айлиш (6), Lil Nas X (6), Ариана Гранде (5), H.E.R. (5), Финнеас О'Коннелл (5).
В итоге наибольшее число наград (по 5) получили брат и сестра Финнеас О’Коннелл и Билли Айлиш. Кроме того, Айлиш стала первым с 1981 года исполнителем (и лишь вторым в истории после Кристофера Кросса), получившим все четыре главных награды года. Восемнадцатилетняя Айлиш стала самым молодым обладателем в категории Альбом года, а её двадцатидвухлетний брат Финнеас самым молодым в категории продюсер года (неклассический).
По три награды получили певица Лиззо, рок-музыкант Гари Кларк, звукоинженер John Greenham и хип-хоп-исполнитель Rob Kinelski (оба последних удостоены за их работу с песнями и альбомом Айлиш).
Ведущей церемонии стала Алиша Киз, которая вела её и в 2019 году. После многих лет награждения, которые традиционно проводились в феврале (за исключением зимних Олимпийских игр), церемония вручения 62-й премии Грэмми была перенесена на январь.
Рок-группа Aerosmith была удостоена почётной награды MusiCares Person of the Year за два дня до основной церемонии. Планировалось, что это будет первая церемония Грэмми во главе с новым президентом Академии звукозаписи Деборой Дуган, однако 16 января 2020 года она была временно отстранена от работы в Академии. Вместо Дуган церемонией руководил Харви Мейсон, мл., временно занявший пост президента и исполнительного директора.

## Изменения 2020 года
Для 62-й церемонии вручения наград Грэмми организаторы объявили о нескольких изменениях в выборе победителей и структуре некоторых категорий.
- Начиная с 62-й церемонии Грэмми, Академия звукозаписи теперь будет принимать в качестве заявок ссылки на потоковые стриминговые сервисы, а не только на физические копии. Академия заявила: «Для большинства категорий мы бы предпочли потоковые ссылки для онлайн-заявок, хотя CD-диски остаются опционными, необязательными». В качестве обоснования этого развития Академия подчеркнула изменяющуюся музыкальную индустрию и добавила, что отправка ссылок была более удобной и экономичной, особенно для небольших и независимых лейблов.
- Кроме того, будут созданы отдельные комитеты по скринингу или отбору кандидатов в жанрах поп-музыки и рока, тогда как ранее эти категории рассматривались основным комитетом (Core Committee). Это оставляет основной комитет для того, чтобы сосредоточиться на более сложных решениях, таких как определение того, кто имеет право на категорию «Лучший новый исполнитель», и для того, чтобы попытаться найти наиболее подходящую или лучшую категорию для записей музыкантов пограничных жанров.
- В категории Лучший традиционный вокальный поп-альбом расширено её определение, чтобы включить «современные поп-песни, исполняемые в традиционном поп-стиле» — термин «традиционный» означает ссылку на стиль композиции, вокальное оформление и инструментальную аранжировку безотносительно к возрасту материала". Академия заявила, что расширение категории было сделано в попытке позволить ей «оставаться надёжной и всеобъемлющей» и сделать её более конкурентоспособной, так как, например, Тони Беннетт выиграл эту награду 13 раз.
- Звукозаписи разговорного жанра, предназначенные для детей, были перемещены из категории «Лучший альбом для детей[англ.]» в «Лучший альбом разговорного жанра[англ.]».
- Начиная с 62-й церемонии Грэмми, испаноязычная христианская и латино-госпел музыка будут официально приветствоваться в номинациях «Лучший госпел-альбом», «Лучший альбом современной христианской музыки», «Best Roots Gospel Album[англ.]», «Лучшее исполнение в стиле госпел» и «Лучшее исполнение современной христианской музыки».

## Выступления
Среди выступивших гостей была популярная корейская группа BTS, которая участвовала в номере «Old Town Road» вместе с Lil Nas X и Дипло, став таким образом первым исполнителем своей страны на основной сцене церемонии Грэмми.

## Основная категория
Запись года
- «bad guy» — Билли Айлиш
  - «Hey, Ma» — Bon Iver
  - «7 rings» — Ариана Гранде
  - «Hard Place» — H.E.R.
  - «Talk» — Khalid

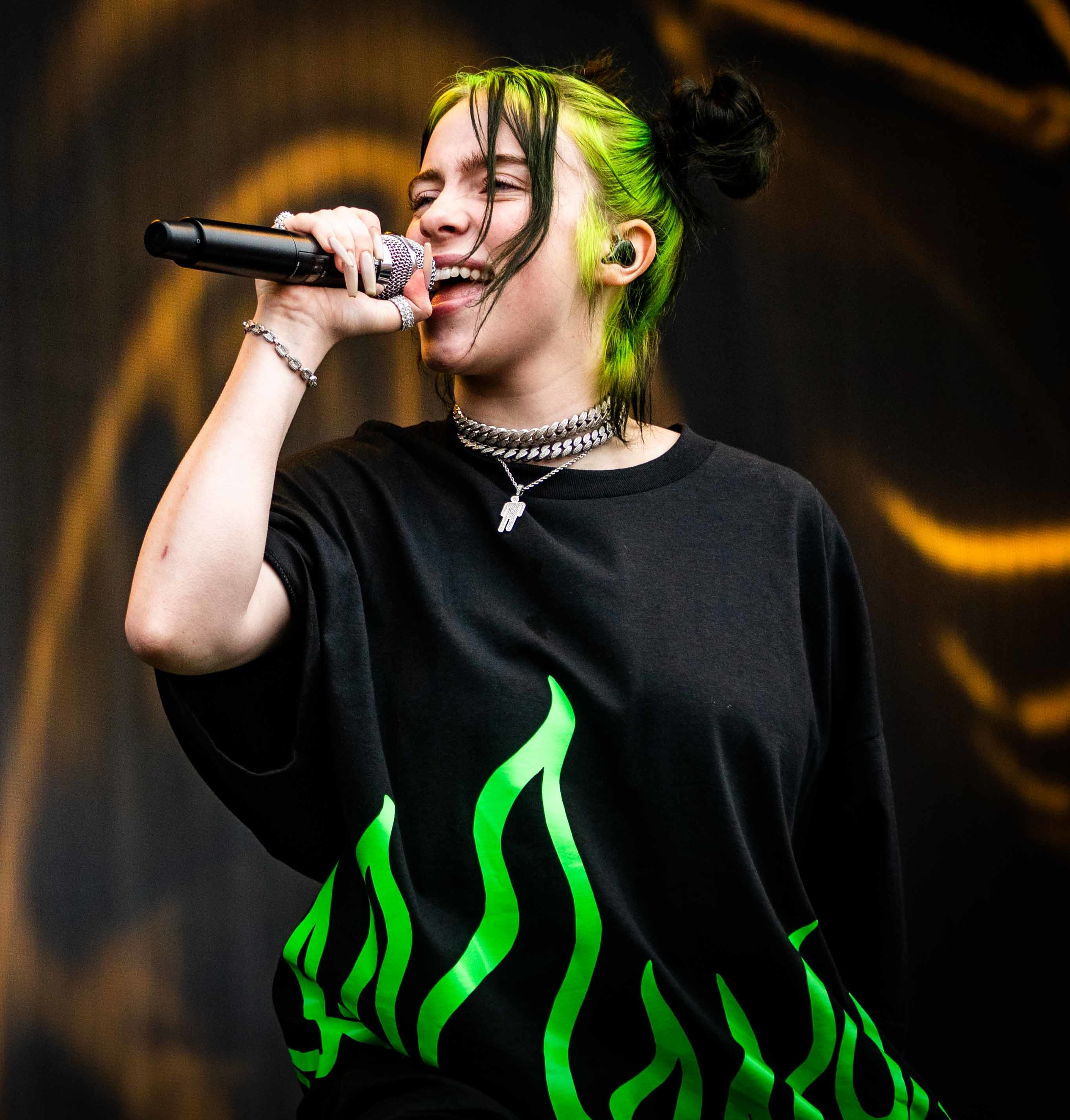
Билли Айлиш стала триумфатором церемонии, получив «Грэмми» во всех четырёх основных категориях. До неё это удалось лишь Кристоферу Кроссу в 1981 году

  - «Old Town Road» — Lil Nas X при участии Билли Рэй Сайруса
  - «Truth Hurts» — Лиззо
  - «Sunflower» — Post Malone и Swae Lee

Альбом года
- WHEN WE ALL FALL ASLEEP, WHERE DO WE GO? — Билли Айлиш
  - i, i — Bon Iver
  - Norman Fucking Rockwell! — Лана Дель Рей
  - thank u, next — Ариана Гранде
  - I Used to Know Her — H.E.R.
  - 7 — Lil Nas X
  - Cuz I Love You — Лиззо
  - Father of the Bride — Vampire Weekend

Песня года
- «bad guy» — Билли Айлиш
  - «Always Remember Us This Way» — Леди Гага
  - «Bring My Flowers Now» — Таня Такер
  - «Hard Place» — H.E.R.
  - «Lover» — Тейлор Свифт
  - «Norman Fucking Rockwell» — Лана Дель Рей
  - «Someone You Loved» — Lewis Capaldi
  - «Truth Hurts» — Лиззо

Лучший новый исполнитель
- Билли Айлиш
  - Black Pumas
  - Lil Nas X
  - Лиззо
  - Maggie Rogers
  - Rosalía
  - Tank and the Bangas
  - Yola

## Поп
Лучшее сольное поп-исполнение
- «Truth Hurts» — Лиззо
  - «Spirit» — Бейонсе
  - «Bad Guy» — Билли Айлиш
  - «7 Rings» — Ариана Гранде
  - «You Need to Calm Down» — Тейлор Свифт

Лучшее поп-исполнение дуэтом или группой
- «Old Town Road» — Lil Nas X при участии Билли Рэй Сайруса
  - «Boyfriend» — Ариана Гранде & Social House
  - «Sucker» — Jonas Brothers
  - «Sunflower» — Post Malone & Swae Lee
  - «Señorita» — Шон Мендес & Камила Кабельо

Лучший традиционный вокальный поп-альбом
- Look Now — Elvis Costello & The Imposters
  - Sì — Андреа Бочелли
  - Love (Deluxe Edition) — Майкл Бубле
  - A Legendary Christmas — Джон Ледженд
  - Walls — Барбра Стрейзанд

Лучший вокальный поп-альбом
- When We All Fall Asleep, Where Do We Go? — Билли Айлиш
  - The Lion King: The Gift — Бейонсе
  - Thank U, Next — Ариана Гранде
  - No.6 Collaborations Project — Эд Ширан
  - Lover — Тейлор Свифт

## Танцевальная музыка
Лучшая танцевальная запись

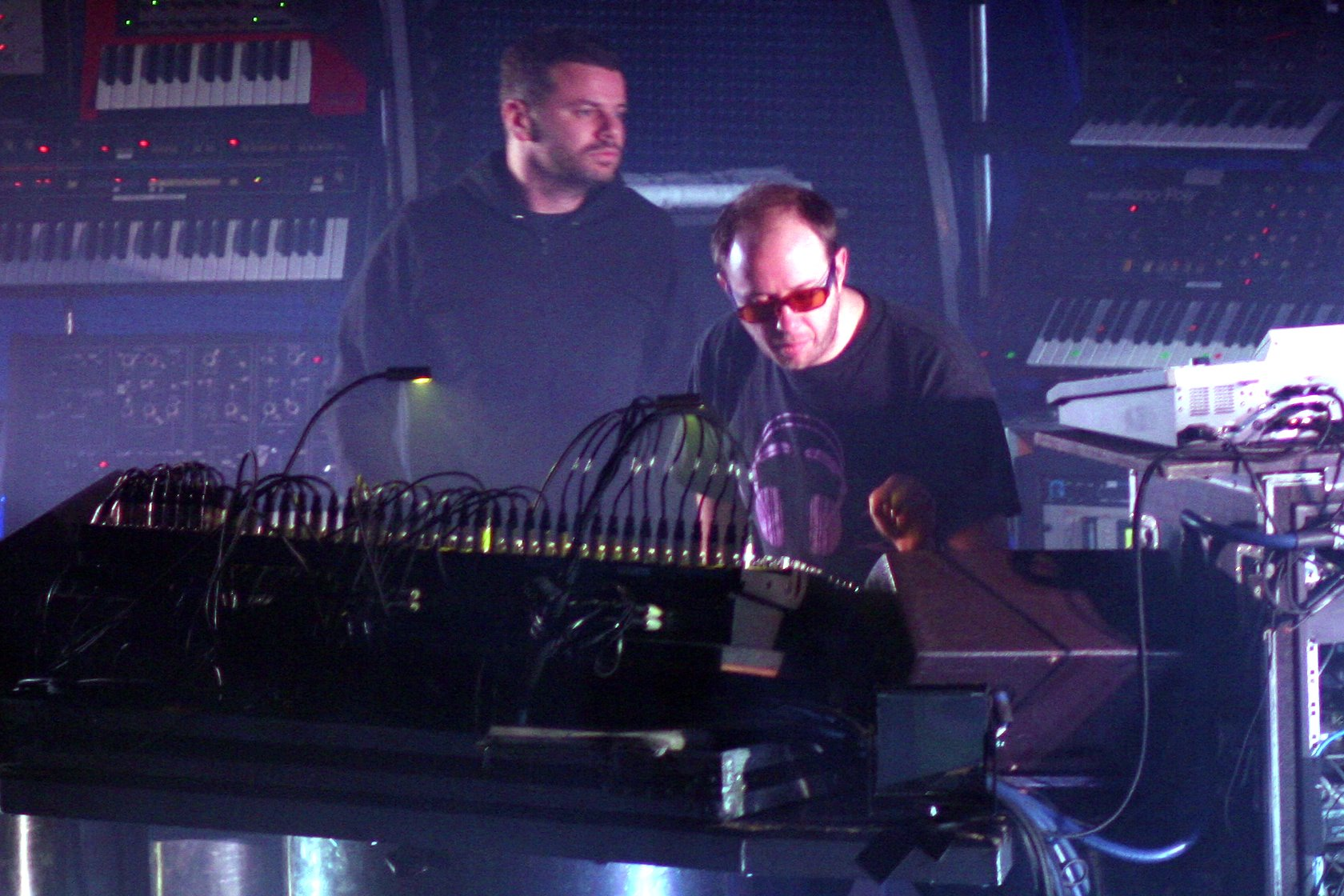
Две премии за лучшую танцевальную музыку получила группа The Chemical Brothers

- «Got to Keep On» - The Chemical Brothers
  - The Chemical Brothers, продюсеры; Steve Dub Jones & Tom Rowlands, микширование
- «Linked» - Bonobo
  - Simon Green, продюсер; Simon Green, микширование
- «Piece of Your Heart» — Meduza при участии Goodboys
  - Simone Giani, Luca De Gregorio & Mattia Vitale, продюсеры; Simone Giani, Luca De Gregorio & Mattia Vitale, микширование
- «Underwater» — Rüfüs Du Sol
  - Jason Evigan & Rüfüs Du Sol, продюсеры; Cassian Stewart-Kasimba, микширование
- «Midnight Hour» — Skrillex & Boys Noize при участии Ty Dolla $ign
  - Boys Noize & Skrillex, продюсеры; Skrillex, микширование

Лучший танцевальный/электронный альбом
- No Geography — The Chemical Brothers
- LP5 — Apparat
- Hi This Is Flume (Mixtape) — Flume
- Solace — Rüfüs Du Sol
- Weather — Tycho

## Рок
Лучшее рок-исполнение
- «This Land» — Gary Clark Jr.
- «Pretty Waste» — Bones UK

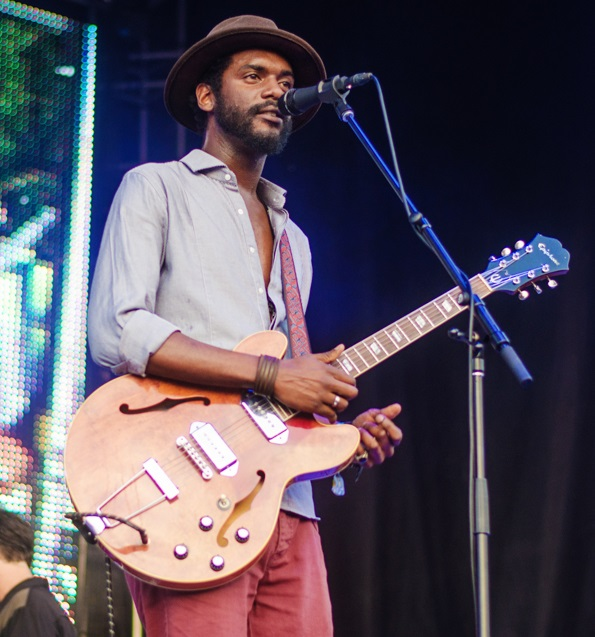
Гэри Кларк получил 3 премии, две за лучшее исполнение и лучшую песню в жанре рок-музыки и ещё одну за лучший современный блюз-альбом

- «History Repeats» — Brittany Howard
- «Woman» — Karen O & Danger Mouse
- «Too Bad» — Rival Sons

Лучшее метал-исполнение
- «7empest» — Tool
- «Astorolus — The Great Octopus» — Candlemass при участии Tony Iommi
- «Humanicide» — Death Angel
- «Bow Down» — I Prevail
- «Unleashed» — Killswitch Engage

Лучшая рок-песня
- «This Land»
  - Gary Clark Jr., автор (Gary Clark Jr.)
- «Fear Inoculum»
  - Danny Carey, Джастин Чанселлор, Adam Jones & Мэйнард Джеймс Кинан, авторы (Tool)
- «Give Yourself a Try»
  - George Daniel, Adam Hann, Matthew Healy & Ross MacDonald, авторы (The 1975)
- «Harmony Hall»
  - Ezra Koenig, автор (Vampire Weekend)
- «History Repeats»
  - Brittany Howard, автор (Brittany Howard)

Лучший рок-альбом
- Social Cues — Cage the Elephant
- Amo — Bring Me the Horizon
- In the End — Cranberries
- Trauma — I Prevail
- Feral Roots — Rival Sons

## Современная инструментальная музыка
Лучший современный инструментальный альбом
- Mettavolution — Rodrigo y Gabriela
- Ancestral Recall — Christian Scott aTunde Adjuah
- Star People Nation — Theo Croker
- Beat Music! Beat Music! Beat Music! — Mark Guiliana
- Elevate — Lettuce

## Альтернатива
Лучший альтернативный альбом
- Father of the Bride - Vampire Weekend
- U.F.O.F. — Big Thief
- Assume Form — Джеймс Блейк
- I,I — Bon Iver
- Anima — Том Йорк

## R&B
Лучшее R&B-исполнение
- «Come Home» — Anderson .Paak при участии André 3000
  - Love Again — Daniel Caesar & Брэнди Норвуд
  - Could’ve Been — H.E.R. при участии Брайсон Тиллер
  - Exactly How I Feel — Лиззо при участии Gucci Mane
  - Roll Some Mo — Lucky Daye

Лучшее традиционное R&B-исполнение
- «Jerome» — Lizzo
  - «Time Today» — BJ the Chicago Kid
  - «Steady Love» — India.Arie
  - «Real Games» — Lucky Daye
  - «Built for Love» — PJ Morton при участии Jazmine Sullivan

Лучшая R&B-песня
- «Say So»
  - Пи Джей Мортон, автор (Пи Джей Мортон при участии Джоджо)

Лучший урбан-альбом
- Cuz I Love You (Deluxe) — Lizzo
  - Apollo XXI — Steve Lacy
  - Overload — Georgia Anne Muldrow
  - Saturn — NAO
  - Being Human in Public — Jessie Reyez

Лучший R&B-альбом
- Ventura — Anderson .Paak
  - 1123 — BJ the Chicago Kid
  - Painted — Lucky Daye
  - Ella Mai — Элла Май
  - Paul — PJ Morton

## Рэп
Лучшее рэп-исполнение
- «Racks in the Middle» — Nipsey Hussle при участии Roddy Ricch & Hit-Boy
- «Middle Child» — J. Cole
- «Suge» — DaBaby
- «Down Bad» — Dreamville при участии J.I.D, Bas, J. Cole, EarthGang & Young Nudy
- «Clout» — Offset при участии Карди Би

Лучшее рэп-/песенное совместное исполнение
- «Higher» — DJ Khaled при участии Nipsey Hussle & John Legend

Лучшая рэп-песня
- «A Lot»
  - Jermaine Cole, Dacoury Natche, 21 Savage & Anthony White, авторы (21 Savage при участии J. Cole)

Лучший рэп-альбом
- Igor — Tyler, the Creator
- Revenge of the Dreamers III — Dreamville
- Championships — Meek Mill
- I Am > I Was — 21 Savage
- The Lost Boy — YBN Cordae

## Кантри
Лучшее сольное кантри-исполнение
- Ride Me Back Home — Вилли Нельсон
- All Your’n — Tyler Childers

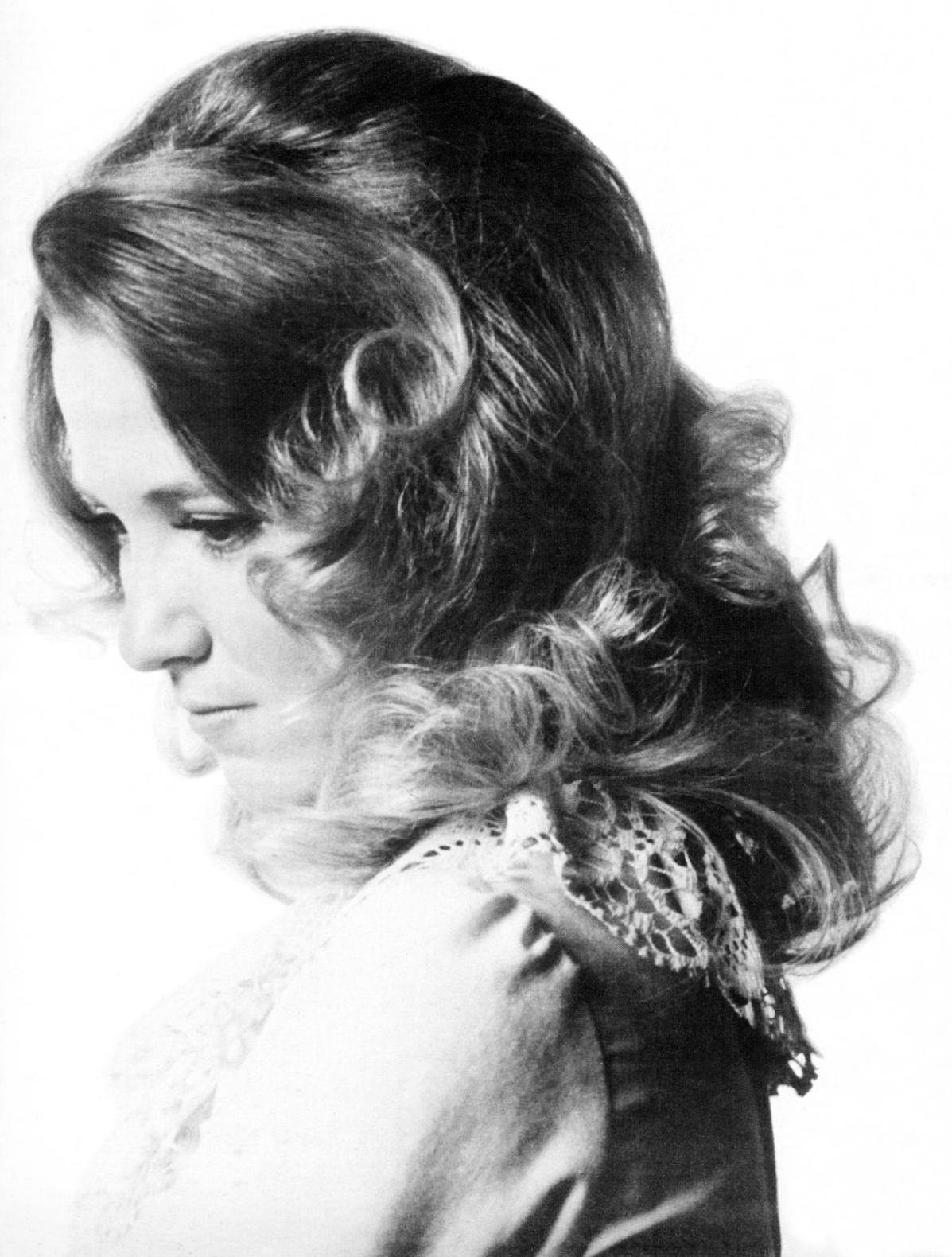
Таня Такер получила 2 премии за лучшие альбом и песню в жанре кантри-музыки

- Girl Goin’ Nowhere — Эшли Макбрайд
- God’s Country — Блейк Шелтон
- Bring My Flowers Now — Таня Такер

Лучшее кантри-исполнение дуэтом или группой
- Speechless — Dan + Shay
- Brand New Man — Brooks & Dunn вместе с Люк Комбс
- I Don’t Remember Me (Before You) — Brothers Osborne
- The Daughters — Little Big Town
- Common — Марен Моррис при участии Brandi Carlile

Лучшая кантри-песня
- Bring My Flowers Now — Таня Такер (авторы: Брэнди Карлайл, Phil Hanseroth, Tim Hanseroth, Таня Такер)
- Girl Goin’ Nowhere — Эшли Макбрайд (авторы: Jeremy Bussey, Эшли Макбрайд)
- It All Comes Out in the Wash — Миранда Ламберт (авторы: Миранда Ламберт, Хиллари Линдси, Лори Маккенна, Лиз Роуз)
- Some of It — Эрик Чёрч (авторы: Эрик Чёрч, Clint Daniels, Jeff Hyde, Bobby Pinson)
- Speechless — Dan + Shay (авторы: Shay Mooney, Jordan Reynolds, Dan Smyers, Laura Veltz)

Лучший кантри-альбом
- While I’m Livin’ — Таня Такер
- Desperate Man — Эрик Чёрч
- Stronger Than the Truth — Риба Макинтайр
- Interstate Gospel — Pistol Annies
- Center Point Road — Томас Ретт

## Нью-эйдж

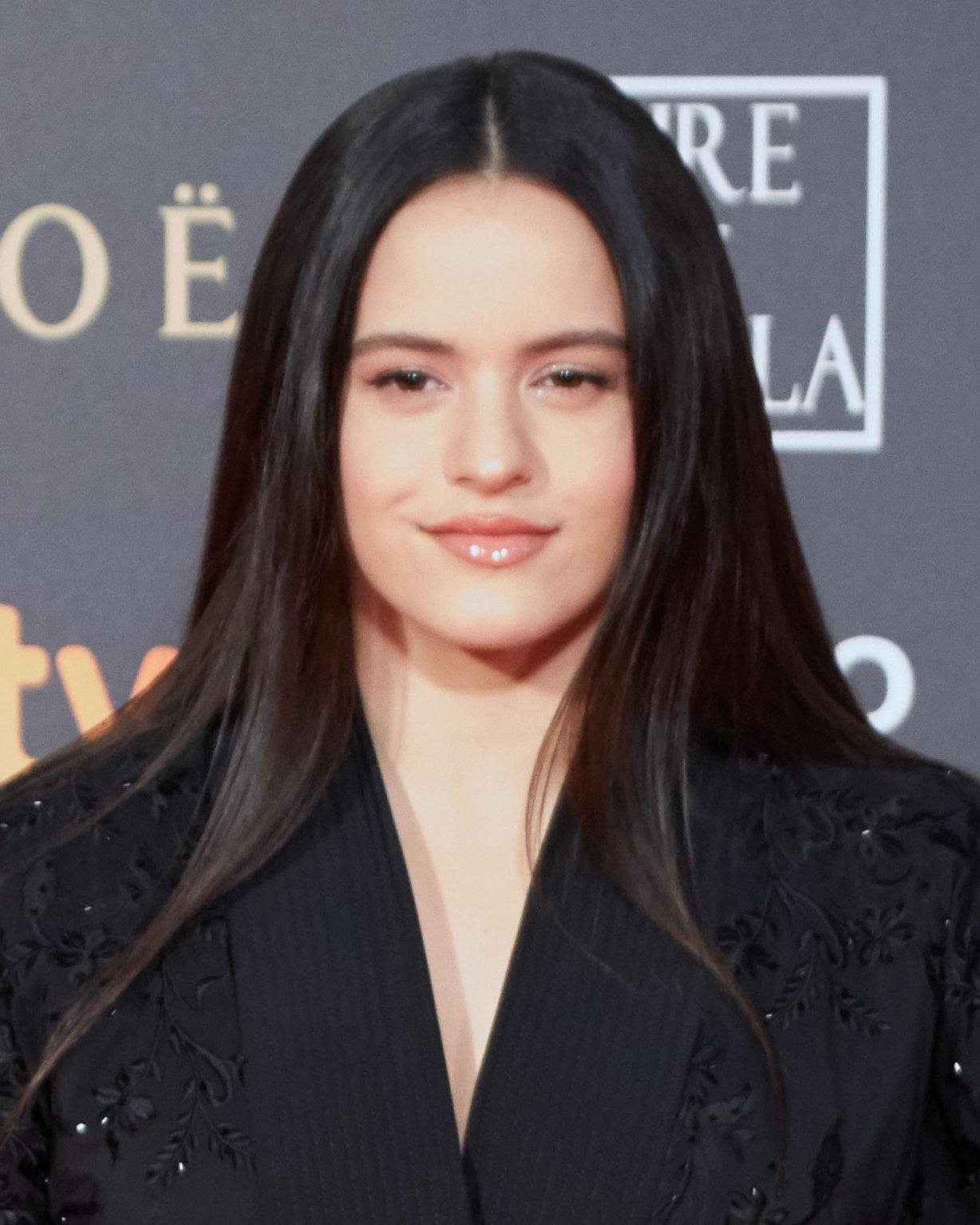
Испанская певица Росалия получила премию за латино-рок/альтернативный альбом.

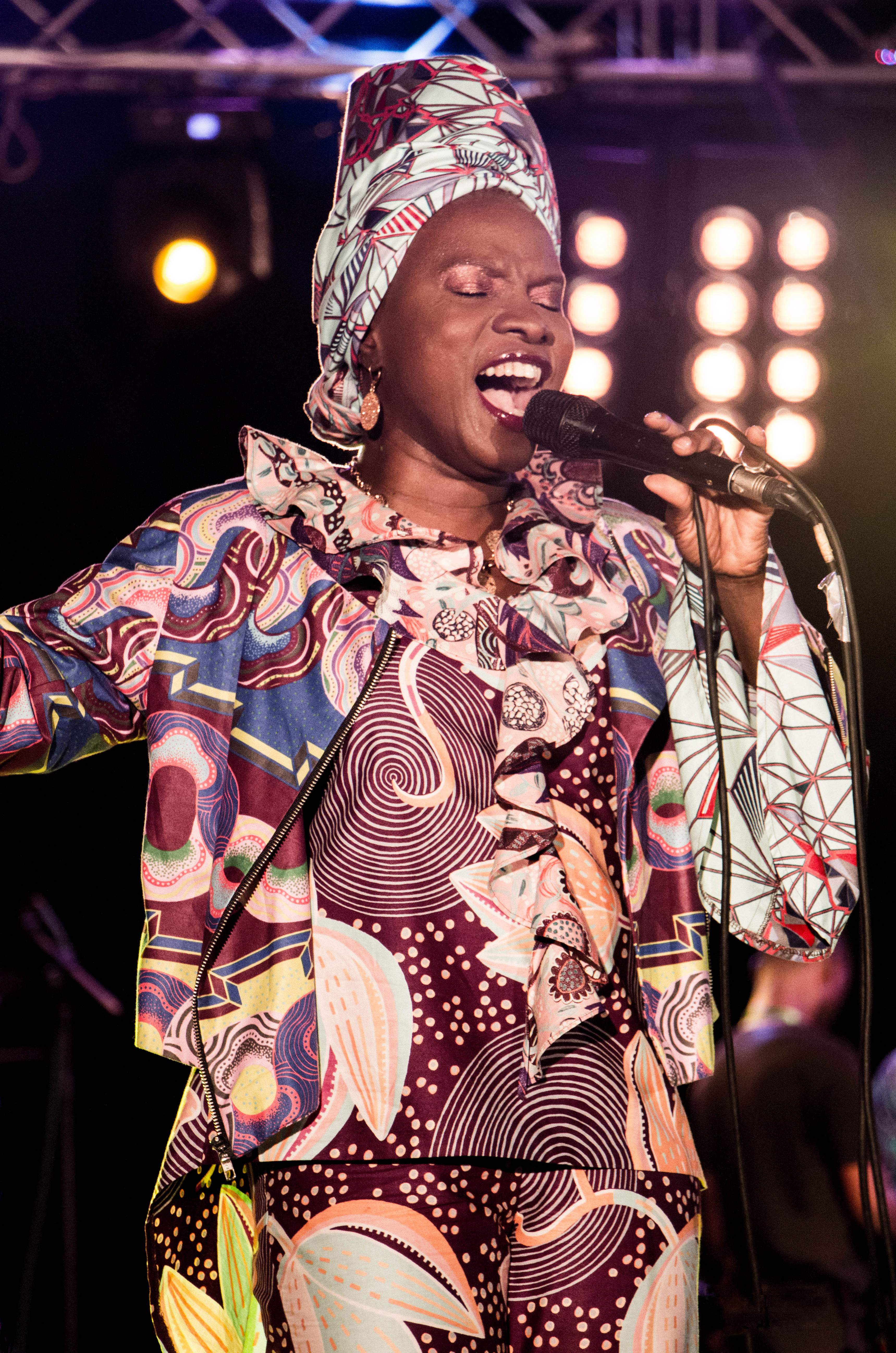
Бенинская певица Анжелика Киджо получила премию за лучший этнический альбом

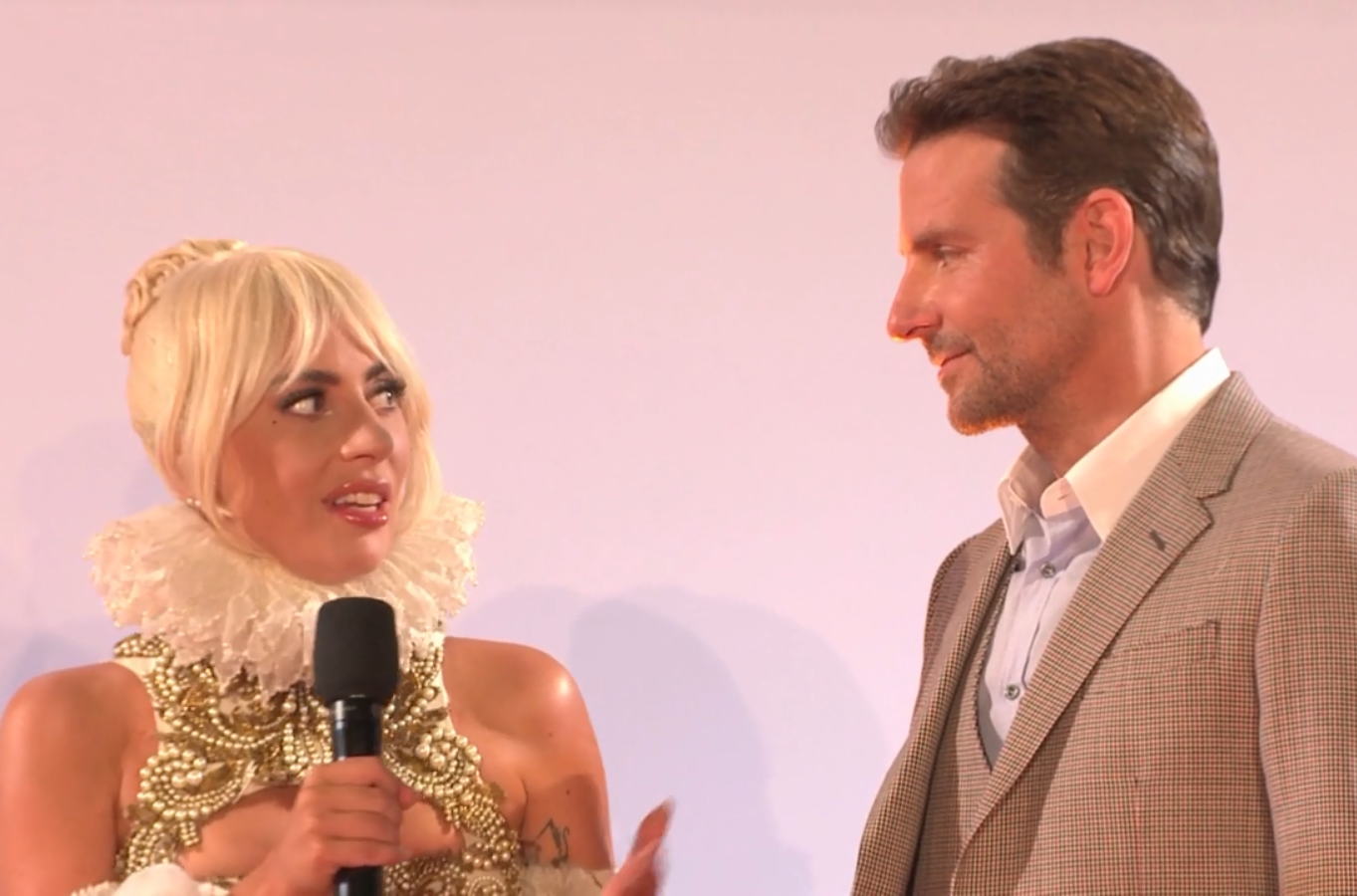
Леди Гага и Бредли Купер получили 2 премии за лучший саундтрек A Star Is Born к фильму Звезда родилась

Премия «Грэмми» за лучший нью-эйдж-альбом
- Wings — Peter Kater

## Джаз

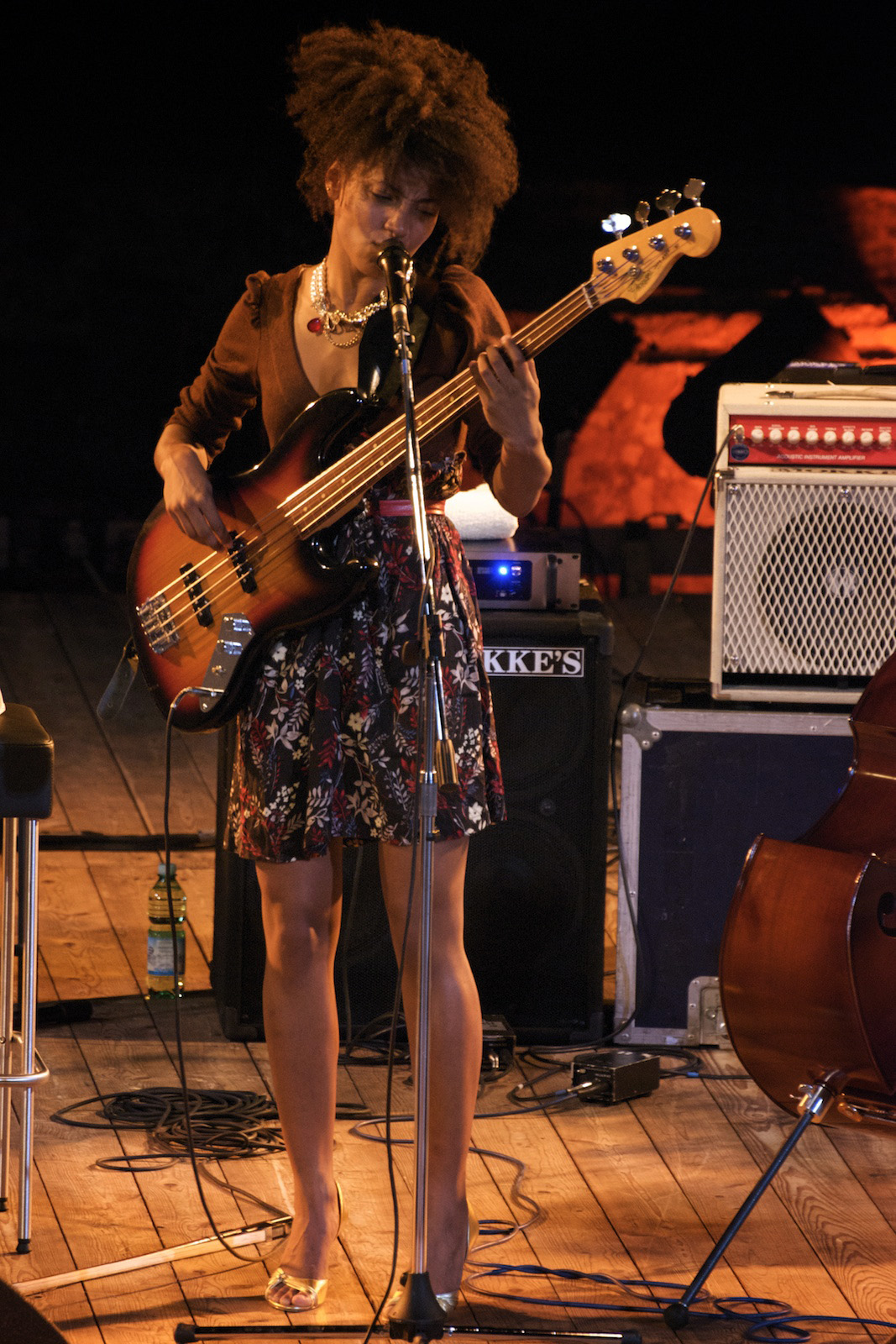
Эсперанса Сполдинг получила премию за лучший джазовый вокальный альбом

Лучшая сольная джазовая импровизация
- «Sozinho» — Рэнди Брекер
- «Elsewhere» — Мелисса Алдана
- «Tomorrow Is the Question» — Джулиан Лейдж
- «The Windup» — Брэнфорд Марсалис
- «Sightseeing» — Христиан Макбрайд

Лучший джазовый вокальный альбом
- 12 Little Spells — Эсперанса Сполдинг
- Thirsty Ghost — Сара Газарек
- Love & Liberation — Джазмейя Хорн
- Alone Together — Кэтрин Рассел
- Screenplay — The Tierney Sutton Band

Лучший джазовый инструментальный альбом
- Finding Gabriel — Брэд Мелдау
- In The Key Of The Universe — Джои ДеФранческо
- The Secret Between the Shadow and the Soul — Квартет Брэнфорда Марсалиса
- Christian McBride's New Jawn — Христиан Макбрайд
- Come What May — Joshua Redman Quartet

Лучший альбом большого джазового ансамбля
- The Omni-American Book Club — Brian Lynch Big Band
- Triple Helix — Anat Cohen Tentet
- Dancer in Nowhere — Miho Hazama
- Hiding Out — Mike Holober & The Gotham Jazz Orchestra
- One Day Wonder — Terraza Big Band

Лучший латино-джаз-альбом
- Antidote — Чик Кориа & The Spanish Heart Band
- Sorte!: Music By John Finbury — Thalma de Freitas вместе с Виктор Гонсальвес, Джон Патитуччи, Чико Пинхейро, Rogerio Boccato & Duduka Da Fonseca
- Una Noche con Rubén Blades — Jazz at Lincoln Center Orchestra вместе с Уинтон Марсалис & Рубен Блейдс
- Carib — Дэвид Санчес
- Sonero: The Music of Ismael Rivera — Мигуэль Зенон

## Госпел/Современная Христианская музыка
Лучшее госпел-исполнение/песня
- «Love Theory» — Кирк Франклин
  - Кирк Франклин, автор

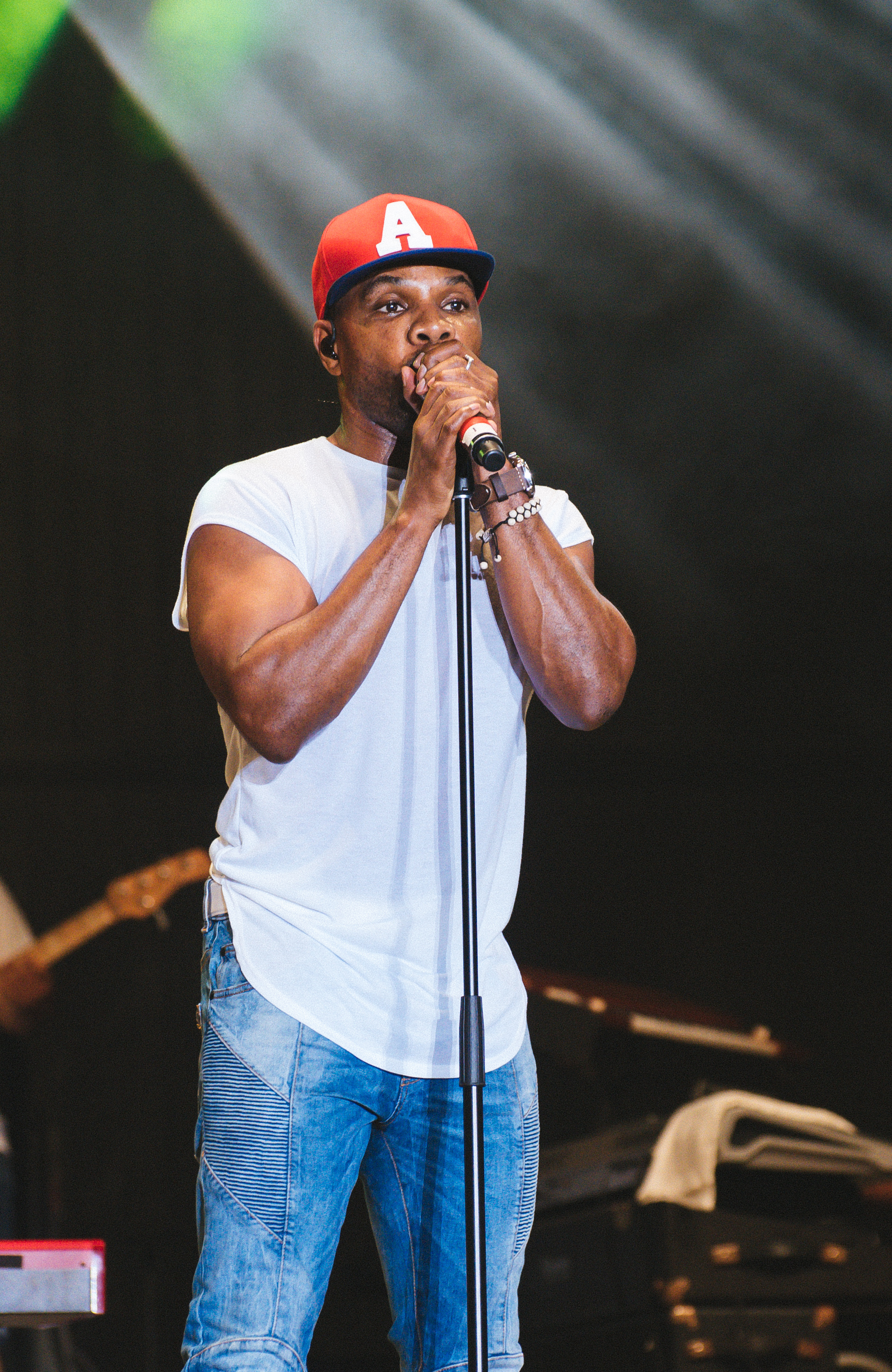
Кирк Франклин получил 2 премии в категориях музыки госпел.

- «Talkin' 'Bout Jesus» — Глория Гейнор при участии Иоланды Адамс
  - Bryan Fowler, Глория Гейнор & Chris Stevens, авторы
- «See the Light» — Тревис Грини при участии Джекейлин Карр
  - Travis Greene & Джекейлин Карр, авторы
- «Speak the Name» — Корин Хэуторн при участии Натали Грант
  - Корин Хэуторн & Натали Грант, авторы
- «This Is a Move (Live)» — Tasha Cobbs Leonard
  - Тони Браун, Brandon Lake, Tasha Cobbs Leonard & Нейт Мур, авторы

Лучшее исполнение в Современной Христианской музыке/песня
- «God Only Knows» — for KING & COUNTRY & Долли Партон
  - Josh Kerr, Jordan Reynolds, Joel Smallbone, Luke Smallbone & Tedd Tjornhom, авторы
- «Only Jesus» — Casting Crowns
  - Mark Hall, Bernie Herms & Matthew West, авторы
- «Haven't Seen It Yet» — Danny Gokey
  - Danny Gokey, Ethan Hulse & Colby Wedgeworth, авторы
- «God’s Not Done with You (Single Version)» — Tauren Wells
  - Tauren Wells, автор
- «Rescue Story» Zach Williams
  - Ethan Hulse, Andrew Ripp, Jonathan Smith & Zach Williams, авторы

Лучший госпел-альбом
- Long Live Love — Кирк Франклин
- Goshen Donald Lawrence Presents The Tri — City Singers
- Tunnel Vision — Gene Moore
- Settle Here — William Murphy
- Something’s Happening! A Christmas Album — Си-Си Вайнанс

Лучший альбом современной христианской музыки
- Burn The Ships — for KING & COUNTRY
- I Know A Ghost — Crowder
- Haven't Seen It Yet — Danny Gokey
- The Elements — TobyMac
- Holy Roar — Крис Томлин

Лучший традиционный госпел-альбом
- Testimony — Глория Гейнор
- Deeper Roots: Where the Bluegrass Grows — Steven Curtis Chapman
- Deeper Oceans — Joseph Habedank
- His Name Is Jesus — Tim Menzies
- Gonna Sing, Gonna Shout — (Various Artists) Jerry Salley, продюсер

## Латино
Лучший латино-поп-альбом
- #Eldisco — Алехандро Санс
- Vida — Луис Фонси
- 11:11 — Малума
- Montaner — Рикардо Монтанер
- Fantisa — Sebastian Yatra

Лучший латино-рок/альтернативный альбом
- El Mal Querer — Росалия
- X 100Pre — Bad Bunny
- Oasis — Джей Бальвин & Bad Bunny
- Indestructible — Flor De Toloache
- Almadura — iLe

Лучший мексиканский/техано-альбом
- De Ayer Para Siempre — Mariachi Los Camperos
- Caminado — Joss Favela
- Percepcion — Intocable
- Poco a Poco — La Energia Norteña
- 20 Aniversario — Mariachi Divas De Cindy Shea

Лучший тропический латино-альбом
- Opus - Марк Энтони
- A Journey Through Cuban Music - Aymée Nuviola
- Tiempo Al Tiempo - Luis Enrique + C4 Trio
- Candela - Vicente García
- Literal - Juan Luis Guerra 4.40

## Американская традиционная музыка

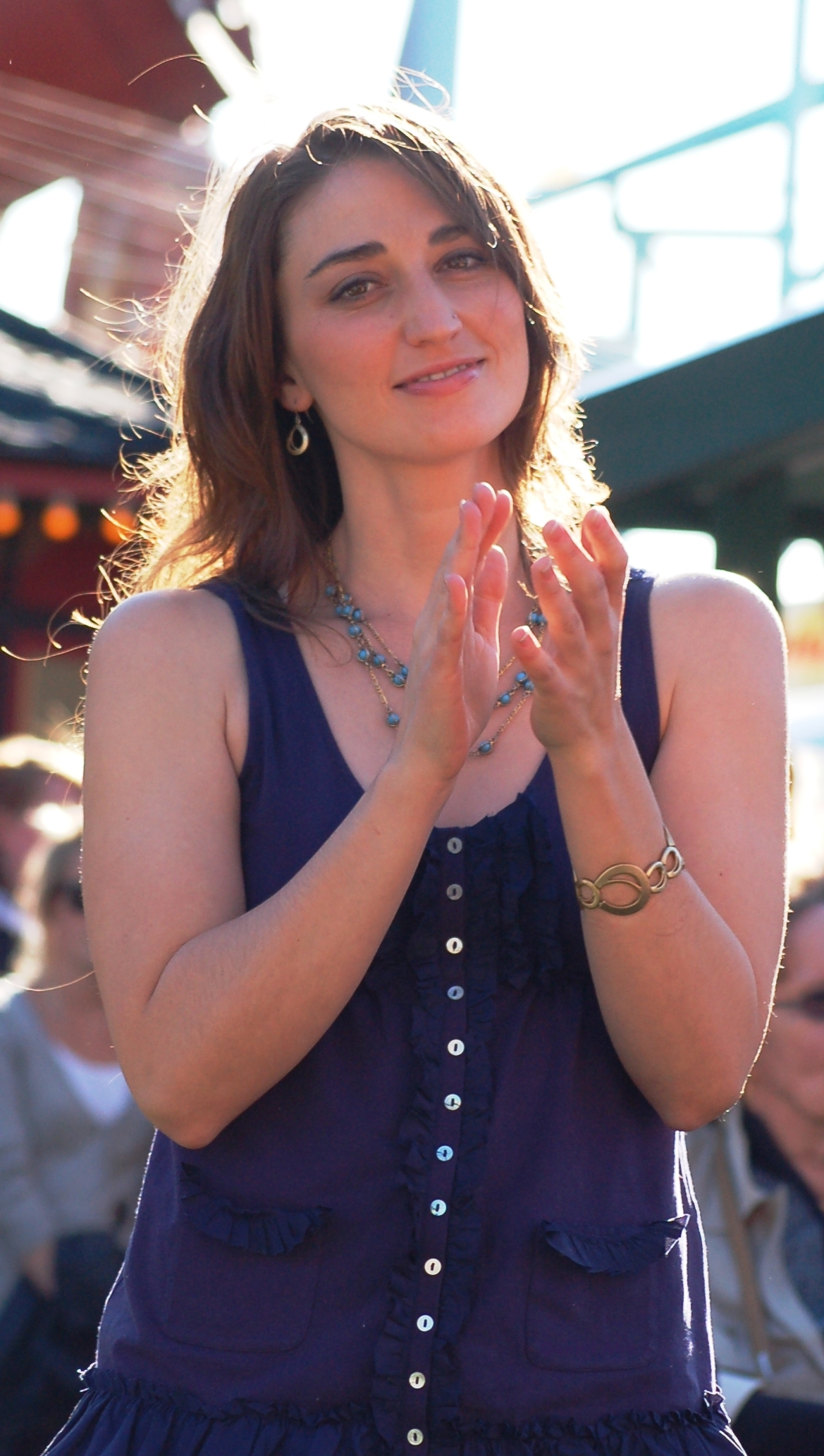
Американская певица Сара Бареллис получила премию за лучшее исполнение в традиционных американских жанрах.

Лучшее исполнение в традиционных американских жанрах
- «Saint Honesty» — Сара Бареллис
- «Father Mountain» — Calexico и Iron & Wine
- «I´m on my way» — Рианнон Гидденс вместе с Франческо Турризи
- «Call My Name» — I’m With Her
- «Faraway Look» — Yola

Лучшая песня в традиционных американских жанрах
- «Call My Name»
  - Сара Ярош, Аойиф О’Донован & Сара Уоткинс, авторы (I’m With Her)
- «Black Myself»
  - Эймитист Киа, автор (Our Native Daughters)
- «Crossing to Jerusalem»
  - Розанна Кэш & Джон Левентал, авторы (Розанна Кэш)
- «Faraway Look»
  - Дэн Ауэрбах, Йола Картер & Пэт Маклофлин, авторы (Yola)
- «I Don’t Wanna Ride the Rails No More»
  - Винс Гилл, автор (Винс Гилл)

Лучший американа-альбом
- Oklahoma — Keb’ Mo’
- Years to Burn — Calexico и Iron & Wine
- Who Are You Now — Madison Cunningham
- Tales of America — J.S. Ondara
- Walk Through Fire — Yola

Лучший блюграсс-альбом
- Tall Fiddler — Michael Cleveland
- Live in Prague, Czech Republic — Doyle Lawson & Quicksilver
- Toil, Tears & Trouble — The Po' Ramblin' Boys
- Royal Traveller — Missy Raines
- If You Can’t Stand the Heat — Frank Solivan & Dirty Kitchen

Лучший традиционный блюз-альбом
- Tall, Dark, and Handsome — Delbert McClinton & Self-Made Men
- Kingfish — Christone «Kingfish» Ingram
- Sitting on Top of the Blues — Bobby Rush
- Baby, Please Come Home — Jimmie Vaughan
- Spectacular Class — Jontavious Willis

Best Contemporary Blues Album
- This Land — Gary Clark Jr.
- Venom & Faith — Larkin Poe
- Brighter Days — Robert Randolph and the Family Band
- Somebody Save Me — Sugaray Rayford
- Keep On — Southern Avenue

Лучший фолк-альбом
- Patty Griffin — Patty Griffin
- My Finest Work Yet — Andrew Bird
- Rearrange My Heart — Che Apalache
- Evening Machines — Gregory Alan Isakov
- Front Porch — Joy Williams

Лучший региональный альбом
- Good Time — Ranky Tanky

## Регги
Лучший регги-альбом
- Rapture — Koffee
- As I Am — Джулиан Марли
- The Final Battle: Sly & Robbie vs. Roots Radics — Sly and Robbie & Roots Radics
- Mass Manipulation — Steel Pulse
- More Work to Be Done — Third World

## World Music
Лучший альбом этнической музыки
- Celia — Анжелика Киджо
  - Gece — Алтин Гюн
  - What Heat — Bokanté & Metropole Orkest, дирижёр Джулс Бакли
  - African Giant — Burna Boy
  - Fanm d’Ayiti — Натали Йоахим вместе с Spektral Quartet

## Музыка для детей
Лучший альбом для детей
- Ageless: Songs for the Child Archetype — Jon Samson

## Разговорный жанр
Лучший альбом разговорного жанра (включая поэзию, аудиокниги & рассказы)
- Becoming — Мишель Обама
- Beastie Boys Book — Various artists; Майкл Даймонд, Адам Хоровиц, Scott Sherratt & Dan Zitt, producers
- I.V. Catatonia: 20 Years as a Two-Time Cancer Survivor — Eric Alexandrakis
- Mr. Know-It-All — Джон Уотерс
- Sekou Andrews & The String Theory — Sekou Andrews & The String Theory

## Комедия
Лучший комедийный альбом
- Sticks & Stones — Dave Chappelle
- Quality Time — Jim Gaffigan
- Relatable — Эллен Дедженерес
- Right Now — Азиз Ансари
- Son of Patricia — Тревор Ноа

## Музыкальные шоу
Лучший альбом на основе театрального мюзикла
- Hadestown — Рив Карни, Андре де Шилдс, Эмбер Грей, Ева Ноблезада & Патрик Пейдж, ведущие солисты; Mara Isaacs, David Lai, Анаис Митчелл & Тодд Сикафуз, продюсеры (Анаис Митчелл, композитор & автор) (Original Broadway Cast)

## Музыка для визуальных медиа
Лучший альбом, являющийся компиляционным саундтреком для визуальных медиа
- A Star Is Born — Леди Гага и Бредли Купер
  - Пол «DJWS» Блэр, Бредли Купер, Леди Гага, Ник Монсон, Лукас Нельсон Марк Нилан мл. и Бенджамин Райс, продюсеры компиляции; Джулианна Джордан и Джулия Михельс, музыкальные супервизоры
- The Lion King: The Songs — Сборник
  - Джон Фавро & Ханс Циммер, продюсеры компиляции
- Quentin Tarantino’s Once Upon a Time in Hollywood — Сборник
  - Квентин Тарантино, продюсер компиляции; Мэри Рамос, музыкальный супервизор
- Rocketman — Тэрон Эджертон
  - Джайлз Мартин, продюсер компиляции
- Spider-Man: Into the Spider-Verse — Сборник
  - Спринг Эсперс & Дана Сано, продюсеры компиляции; Кир Леман, музыкальный супервизор

Лучший саундтрек для визуальных медиа
- Chernobyl — Хильдур Гуднадоуттир, композитор
- Avengers: Endgame — Алан Сильвестри, композитор
- Game of Thrones: Season 8 — Рамин Джавади, композитор
- The Lion King — Ханс Циммер, композитор
- Mary Poppins Returns — Марк Шайман, композитор

Лучшая песня, написанная для визуальных медиа
- «I’ll Never Love Again (Film Version)» (из фильма Звезда родилась)
  - Натали Хемби, Леди Гага, Хиллари Линдси & Aaron Raitiere, авторы (Леди Гага & Брэдли Купер)
- «The Ballad of the Lonesome Cowboy» (из мультфильма История игрушек 4)
  - Рэнди Ньюман, автор (Крис Стэплтон)
- «Girl in the Movies» (из Dumplin')
  - Долли Партон & Линда Перри, авторы (Долли Партон)
- «Spirit» (из мультфильма Король Лев)
  - Бейонсе, Тимоти Маккензи & Ilya Salmanzadeh, автор (Бейонсе)
- «Suspirium» (из фильма Суспирия)
  - Том Йорк, автор (Том Йорк)

## Сочинительство/Аранжировка
Лучшая инструментальная композиция
- Star Wars: «Galaxy’s Edge (Symphonic Suite)»
  - Джон Уильямс, композитор (Джон Уильямс)

Лучшая инструментальная аранжировка или аранжировка а капелла
- «Moon River»
  - Джейкоб Кольер, аранжировщик (Jacob Collier)

Лучшая инструментальная аранжировка в сопровождении вокалиста(ов)
- All Night Long
  - Джейкоб Кольер, аранжировщик (Джейкоб Кольер при участии Jules Buckley, Take 6 & Metropole Orkest)

## Упаковка/Оформление

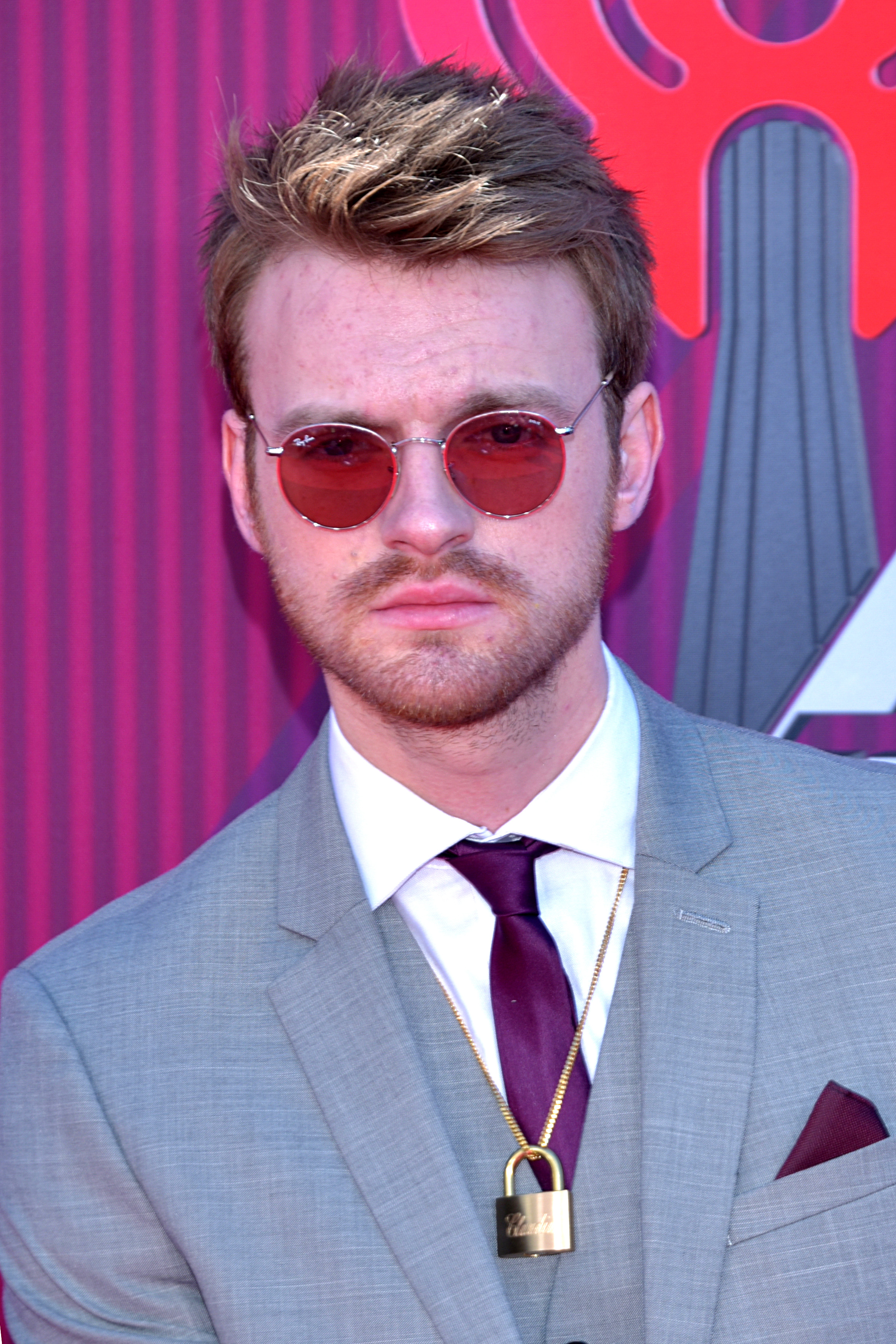
Финнеас О’Коннелл в этом разделе получил 2 премии за альбом Билли Айлиш, как продюсер и как звукоинженер

Лучшая упаковка записи
- Chris Cornell
  - Барри Эймент, Джефф Эймент, Джефф Фура & Джоэ Списк, арт-директора (Крис Корнелл)
- Anónimas & Resilientes
  - Луиза Мариа Аранго, Карлос Дуссан, Мануелл Гарсиа-Ороско & Джулиана Джарамилл-Буенавентура, арт-директора (Voces Del Bullerengue)
- Hold that Tiger
  - Эндрю Вонг & Fongming Yang, арт-директора (The Muddy Basin Ramblers)
- I,I
  - Аарон Андерсон & Эрик Тимоти Карлсон, арт-директора (Bon Iver)
- Intellexual
  - Ирван Аваллуди, арт-директор (Intellexual)

Лучшая упаковка коробочной или специальной ограниченной версии
- Woodstock: Back to the Garden — The Definitive 50th Anniversary Archive
  - Masaki Koike, арт-директор (разные артисты)

Лучшие заметки на альбоме
- Stax '68: A Memphis Story
  - Steve Greenberg, автор заметок на альбоме (разные артисты)

Лучший исторический альбом
- Pete Seeger: the Smithsonian Folkways Collection
  - Jeff Place & Robert Santelli, продюсеры компиляции; Pete Reiniger, мастеринг-инженер (Пит Сигер)
- The Girl From Chickasaw County — the Complete Capitol Masters
  - Andrew Batt & Kris Maher, продюсеры компиляции; Simon Gibson, мастеринг-инженер (Бобби Джентри)
- The Great Comeback: Horowitz at Carnegie Hall
  - Robert Russ, продюсеры компиляции; Andreas K. Meyer & Jennifer Nulsen, мастеринг-инженеры (Владимир Горовиц)
- Kanyo Ongaku: Japanese Ambient, Environmental & New Age Music 1980—1990
  - Spencer Doran, Yosuke Kitazawa, Douglas Mcgowan & Matt Sullivan, продюсеры компиляции; John Baldwin, мастеринг-инженер (Various Artists)
- Woodstock: Back to the Garden — the definitive 50th Anniversary Archive
  - Brian Kehew, Steve Woolard & Andy Zax, продюсеры компиляции; Dave Schultz, мастеринг-инженер (сборник)

Лучший инжиниринг альбома, классического
- Riley: Sun Rings
  - Leslie Ann Jones, звукоинженер; Robert C. Ludwig, мастеринг-инженер (Kronos Quartet)

Лучший инжиниринг альбома, неклассического
- WHEN WE ALL FALL ASLEEP, WHERE DO WE GO? — Rob Kinelski & Финнеас О'Коннелл, звукоинженеры; John Greenham, мастеринг-инженер (Билли Айлиш)
- ALL THESE THINGS — Tchad Blake, Adam Greenspan & Rodney Shearer, звукоинженеры; Bernie Grundman, мастеринг-инженер (Thomas Dybdahl)
- ELLA MAI — Chris «Shaggy» Ascher, Jaycen Joshua & David Pizzimenti, звукоинженеры; Chris Athens, мастеринг-инженер (Элла Май)
- RUN HOME SLOW — Paul Butler & Sam Teskey, звукоинженеры; Joe Carra, мастеринг-инженер (The Teskey Brothers)
- SCENERY — Том Элмхирст, Ben Kane & Jeremy Most, звукоинженеры; Bob Ludwig, мастеринг-инженер (Emily King)

Продюсер года, неклассический
- Финнеас О'Коннелл
  - When We Fall Asleep, Where Do We Go? (Billie Eilish) (A)
- Джек Антонофф
  - Arizona Baby (Kevin Abstract) (A)
  - Lover (Taylor Swift) (A)
  - Norman Fucking Rockwell! (Lana Del Rey) (A)
  - Red Hearse (Red Hearse) (A)
- Дэн Ауэрбах
  - The Angels In Heaven Done Signed My Name (Leo Bud Welch) (A)
  - «Let’s Rock» (The Black Keys) (A)
  - Mockingbird (The Gibson Brothers) (A)
  - Myth Of A Man (Night Beats) (A)
  - Southern Gentleman (Dee White) (A)
  - Walk Through Fire (Yola) (A)
- JOHN HILL
  - Heat Of The Summer (Young The Giant) (T)
  - Hundred (Khalid) (T)
  - No Drug Like Me (Carly Rae Jepsen) (T)
  - Outta My Head (Khalid With John Mayer) (T)
  - Social Cues (Cage The Elephant) (A)
  - Superposition (Young The Giant) (T)
  - Too Much (Carly Rae Jepsen) (T)
  - Vertigo (Khalid) (T)
  - Zero (From «Ralph Breaks The Internet») (Imagine Dragons) (T)
- RICKY REED
  - Almost Free (Fidlar) (A)
  - Burning (Maggie Rogers) (T)
  - Confidence (X Ambassadors featuring K.Flay) (T)
  - Juice (Lizzo) (T)
  - Kingdom Of One (Maren Morris) (T)
  - Power Is Power (SZA featuring The Weekend & Travis Scott) (T)
  - Tempo (Lizzo featuring Missy Elliott) (T)
  - Truth Hurts (Lizzo) (T)
  - The Wrong Man (Ross Golan) (A)

Продюсер года, классический
- Blanton Alspaugh
  - Artifacts — The Music of Michael McGlynn (Charles Bruffy & Kansas City Chorale)
  - Berlioz: Symphonie fantastique; Fantaisie sur La Tempête de Shakespeare (Andrew Davis & Toronto Symphony Orchestra)
  - Copland: Billy the Kid; Grohg (Leonard Slatkin & Detroit Symphony Orchestra)
  - Duruflé: Complete Choral Works (Robert Simpson & Houston Chamber Choir)
  - Glass: Symphony No. 5 (Julian Wachner, The Choir Of Trinity Wall Street, Trinity Youth Chorus, Downtown Voices & Novus NY)
  - Sander: The Divine Liturgy of St. John Chrysostom (Peter Jermihov & PaTRAM Institute Singers)
  - Smith, K.: Canticle (Craig Hella Johnson & Cincinnati Vocal Arts Ensemble)
  - Visions Take Flight (Mei-Ann Chen & ROCO)

## Ремикширование
Лучшая ремикшированная запись, не классическая
- «I Rise» (Tracy Young’s Pride Intro Radio Remix)
  - Tracy Young, ремиксер (Мадонна)

## Объёмное звучание
Лучший альбом с объёмным звучанием
- Lux
  - Morten Lindberg, звукоинженер; Morten Lindberg, мастеринг-инженер; Morten Lindberg, продюсер (Anita Brevik, Trondheimsolistene & Nidarosdomens Jentekor)

## Классическая музыка
Лучшее оркестровое исполнение
- Norman: Sustain
  - Густаво Дудамель, дирижёр (Лос-Анджелесский филармонический оркестр)

Лучшая оперная запись
- Picker: Fantastic Mr. Fox
  - Gil Rose, дирижёр; John Brancy, Andrew Craig Brown, Gabriel Preisser, Krista River & Edwin Vega; Gil Rose, продюсер (Boston Modern Orchestra Project; Boston Children’s Chorus)

Лучшее хоровое исполнение
- Duruflé: Complete Choral Works
  - Robert Simpson, дирижёр (Ken Cowan; Houston Chamber Choir)

Лучшее камерное исполнение
- Shaw: Orange — Attacca Quartet
- Cerrone: The Pieces That Fall to Earth — Christopher Rountree & Wild Up
- Freedom & Faith — PUBLIQuartet
- Perpetulum — Third Coast Percussion
- Rachmaninoff — HERMITAGE PIANO TRIO — Hermitage Piano Trio

Лучшее классическое инструментальное соло
- Marsalis: Violin Concerto; Fiddle Dance Suite
  - Nicola Benedetti; Cristian Măcelaru, дирижёр (Philadelphia Orchestra)

Лучший классический сольный вокальный альбом
- Songplay
  - Joyce DiDonato; Chuck Israels, Jimmy Madison, Charlie Porter & Craig Terry, аккомпаниаторы (Steve Barnett & Lautaro Greco)

Best Classical Compendium
- The Poetry of Places
  - Nadia Shpachenko; Marina A. Ledin & Victor Ledin, продюсеры

Лучшая современная классическая композиция
- Higdon: Harp Concerto
  - Jennifer Higdon, композитор (Yolanda Kondonassis, Ward Stare & The Rochester Philharmonic Orchestra)

## Видео
Лучшее музыкальное видео
- «Old Town Road» (Official Movie) — Lil Nas X & Билли Рэй Сайрус — Calmatic, видеорежиссёр; Candice Dragonas, Melissa Larsen & Saul Levitz, видеопродюсеры
- «We’ve Got To Try» — The Chemical Brothers — Ellie Fry, видеорежиссёр; Ninian Doff, видеопродюсер
- «This Land» — Gary Clark Jr. — Savanah Leaf, видеорежиссёр; Alicia Martinez, видеопродюсер
- «Cellophane» — FKA twigs — Andrew Thomas Huang, видеорежиссёр; Alex Chamberlain, видеопродюсер
- «Glad He's Gone» — Tove Lo — Vania Heymann & Gal Muggia: видеорежиссёры; Natan Schottenfels: видеопродюсер

Лучший музыкальный фильм
- «Homecoming» — Бейонсе — Beyoncé Knowles-Carter & Ed Burke, режиссёр; Dora Melissa Vargas, продюсер
- «David Crosby: Remember My Name» — David Crosby — A.J. Eaton, режиссёр; Cameron Crowe, Michele Farinola & Greg Mariotti, продюсеры
- «Birth of the Cool» — Miles Davis — Stanley Nelson, режиссёр; Nicole London, продюсер
- «Shangri-La» — Various Artists — Morgan Neville, режиссёр; Emma Baiada, продюсер
- «Anima» — Thom Yorke — Paul Thomas Anderson, режиссёр; Paul Thomas Anderson, Erica Frauman & Sara Murphy, продюсеры